# Joannès Ruf
Pour les articles homonymes, voir RUF.
Joannès Ruf, né le 30 mai 1896 à Vienne (Isère) et mort le 8 décembre 1975 dans la même ville, est un homme politique français.

## Biographie
Après des études en école pratique de commerce et d'industrie, Joannès Ruf travaille comme employé dans une droguerie à Lyon, puis comme représentant d'une entreprise de café rouennaise. Il travaille ensuite comme représentant de commerce dans l'entreprise de fabrication de boisson gazeuses créée par son père, mais que celui-ci a dû vendre.
Il ouvre ensuite un café épicerie, qui marche suffisamment bien pour qu'il puisse racheter l'entreprise paternelle.
Joannès Ruf est dès les années 1930, un notable local ; il exerce ainsi de nombreuses responsabilités :  président du syndicat des fabricants de boissons gazeuses du Bas-Dauphiné, président d’honneur des syndicats des cafetiers, hôteliers et restaurateurs, juge au tribunal de commerce de Vienne dès 1936, il le présidera d'ailleurs à partir de 1952.
Il est aussi un passionné d'archéologie et de numismatie, et fonde une association locale, appelée Rhodania, qui organise des fouilles dans la région de Vienne.
Pendant la seconde guerre mondiale, il est affecté à la défense passive de Vienne.
En 1956, il entre en politique dans le sillage de Pierre Poujade, second sur la liste de l'UDCA, menée par Marcel Varvier, dans l'Isère, il est élu député.
À l'assemblée, il ne se contente pas de critiquer les gouvernements successifs, mais essaye de faire avancer quelques dossiers, comme l'exploration du gisement houiller alpin. Il est aussi rapporteur d'une proposition de loi de Germaine Degrond visant à la protection des enfants contre l'alcoolisme.  Se plaçant du point de vue des cafetiers, il s'oppose alors à la plupart des mesures proposées, et notamment la limitation de la publicité pour les alcools.
En 1958, il soutient le retour de Charles de Gaulle au pouvoir, mais échoue largement aux législatives de novembre, obtenant moins de 1 % des voix. Après une dernière tentative, tout aussi infructueuse, en 1962, il abandonne la vie politique.

## Détail des fonctions et des mandats
Mandat parlementaire
- 2 janvier 1956 - 8 décembre 1958 : Député de l'Isère